# 斯沃茨伍德 (新澤西州)
斯沃茨伍德（英語：Swartswood）是位於美國新澤西州蘇塞克斯縣的非建制地區。

## 歷史
斯沃茨伍德的郵局自1850年營運至今。

## 地理
斯沃茨伍德所處的海拔為高於海平面160米（即525英呎），而該地所採用的時區為UTC-5，即北美东部时区（EST）。同時該地設有夏令時間，為UTC-5調快一小時，即UTC-4（EDT）。